# Pensamento negativo
O pensamento negativo, também conhecido como pensamento autodestrutivo, é entendido como um processo caracterizado pelo foco passivo e repetitivo nas próprias emoções negativas, é um fator comum a diversas perturbações emocionais, nomeadamente ansiedade e depressão. Esse tipo de pensamento é algo comum em humanos, entretanto, pode acabar afetando, quando eles geram muito estresse ou ansiedade. Ele também é sintoma comum de ataques de pânico.
Estudos recentes mostraram que, contrariamente à crença popular, suprimir esses pensamentos negativos pode acabar sendo bom para a saúde mental, melhorando sintomas de ansiedade, depressão e estresse pós-traumático.